# Церковь Рождества Пресвятой Богородицы (Тарычёво)
Храм Рождества́ Пресвято́й Богоро́дицы в Тарычёве (Богородицерожде́ственская церковь) — православный храм в городе Видное Московской области (в той части деревни Тарычёво, которая вошла в состав Видного). Относится к Видновскому благочинию Подольской епархии Русской православной церкви.
Церковь построена в XVIII веке и является памятником архитектуры федерального значения.

## История
Ныне существующий каменный храм Рождества Пресвятой Богородицы возведён в 1764 году, графиней Екатериной Ивановной Головкиной, вдовой Вице-канцлера Михаила Гавриловича Головкина, на месте деревянной церкви. В это время в селе имелись одноэтажный деревянный усадебный дом и регулярный сад.
После смерти Головкиной, владение перешло к А. А. Козловой. В начале XIX века усадьба принадлежала Соймоновым. В это время был посажен липовый парк, устроена система прудов, в формах классицизма переделаны жилые и хозяйственные постройки. В 1819 году, при помещике А. А. Соймонове, интерьер храма ремонтировался и поновлялся — был вызолочен иконостас, обновлены иконы, выкрашены стены.
В конце XIX века усадьбу приобрёл потомственный почётный гражданин, московский 1-й гильдии купец, совладелец торгового дома «Д. и А. Расторгуевы» (крупная чайная фирма), Дмитрий Алексеевич Расторгуев. Он построил церковно-приходскую школу, конюшню и манеж, которые (а также флигель) сохранились до нашего времени.
В начале XX века имение принадлежало барыне Расторгуевой. В то же время в Тарычёво несколько раз приезжал Фёдор Шаляпин. Целью его приездов была церковь Рождества Пресвятой Богородицы. Она обладала замечательной акустикой, и величайший русский бас с удовольствием пел на её клиросе.
В 1939 году храм был закрыт, частично разрушена главка над алтарём, утрачены завершения колокольни и куполов храма. Ценнейшие иконы были сожжены. Драгоценные серебряные оклады и роскошная храмовая утварь разграблена.
С момента закрытия храма до момента его возвращения Русской православной церкви, в храме находился склад декораций киностудии им. Горького.

## Возвращение храма
В 1990 году, храм возвращён Русской православной церкви.
С 1992 года начались восстановительные работы. Были восстановлены утраченные и разрушенные купола, восстановлена и перекрыта практически отсутствовавшая крыша, восстановлена полностью разрушенная колокольня. В течение 10 лет храм просушивался, так как из-за отсутствия крыши кладка была промочена до аварийного состояния.

## Современное состояние
В настоящее время, храм полностью отреставрирован, возведён новый иконостас, проведены множественные восстановительные работы по храму и храмовой территории, установлено газовое отопление, благоустроена территория, построен дом церковного причта, в котором разместилась воскресная школа.
На территории храма был построен деревянный храм в честь святителя Николая Чудотворца, в которой совершается таинство крещения и оборудован баптистерий для крещения взрослых.

## Святыни
- Чтимый список иконы Божией Матери «Троеручица»
- Частица мощей святителя Николая Чудотворца
- Частица мощей великомученника Пантелеимона Целителя

## Духовенство
- Иерей Вячеслав Викторович Корниенко — настоятель
- Протоиерей Валерий Николаевич Бодров — клирик
- Иерей Анатолий Николаевич Чорногор — клирик
- Диакон Владимир Владимирович Бобков — клирик